# Disa katangensis
Disa katangensis es una especie de orquídea generalmente terrestre perteneciente a la subtribu Disinae. Esta especie es originaria de Zaire y Angola. Se trata de una planta de raíces tuberosas villosas con pocas ramificaciones y tallo sin ramificaciones ni pilosidades, con hojas generalmente anuales, alargadas y terminadas en punta, inflorescencia también sin ramificaciones, flores con el sépalo dorsal galeado y los pétalos oblongos, labelo sin calcar, y columna sin apéndices prominentes, con dos polinias.